# Educația în Chișinău
Acest articol dezvoltă secțiunea Educație a articolului principal, Chișinău.
La sfârșitul anului 2005 în municipiul Chișinău se numărau 146 de grădinițe pentru copii cu peste 25 mii de copii. De asemenea, erau 158 de instituții de învățământ școlar, unde învățau peste 96 mii de copii, dintre care 60 licee, 40 școli medii, 19 gimnazii, 15 școli-grădiniță, 14 școli de educație primară, 7 școli profesionale, 3 școli de seară și 27 școli sportive sau de artă. În 2005 plata anuală pentru un elev era 1256 de lei (În 2006 ea trebuia să mărescă încă cu 300 de lei). 
În Chișinău se află Academia de Științe a Moldovei.
| Instituția                                                                | Anul fondării | Site                                               |
| ------------------------------------------------------------------------- | ------------- | -------------------------------------------------- |
| Academia de Administrare Publică pe lângă Președintele Republicii Moldova | 1993          |                                                    |
| Academia „Ștefan cel Mare” a MAI al Republicii Moldova                    | 1990          |                                                    |
| Academia de Muzică, Teatru și Arte Plastice                               | 1940          | Arhivat în 30 septembrie 2021, la Wayback Machine. |
| Academia de Drept din Moldova                                             |               |                                                    |
| Academia de Transporturi, Informatică și Comunicații                      | 1999          | Arhivat în 30 septembrie 2007, la Wayback Machine. |
| Institutul Militar al Forțelor Armate „Alexandru cel Bun”                 | 1992          |                                                    |
| Universitatea Agrară de Stat din Moldova                                  | 1933          |                                                    |
| Institutul de Instruire Continuă                                          | 1990          |                                                    |
| Universitatea Pedagogică de Stat „Ion Creangă”                            | 1940          |                                                    |
| Universitatea de Stat de Medicină și Farmacie „Nicolae Testemițeanu”      | 1945          |                                                    |
| Universitatea de Stat din Moldova                                         | 1946          | Arhivat în 29 septembrie 2021, la Wayback Machine. |
| Institutul de Studii Politice și Relații Internaționale                   | 1997          | Arhivat în 6 iunie 2008, la Wayback Machine.       |
| Academia de Teologie Ortodoxă din Chișinău                                |               |                                                    |
| Universitatea Cooperatist-comercială din Moldova                          | 1993          |                                                    |
| Institutul Internațional de Management                                    | 1995          | Arhivat în 14 iunie 2008, la Wayback Machine.      |
| Universitatea Liberă Internațională din Moldova (ULIM)                    | 1992          | Arhivat în 2 iunie 2008, la Wayback Machine.       |
| Academia de Studii Economice din Moldova (ASEM)                           | 1991          |                                                    |
| Universitatea de Studii Umanistice din Moldova                            | 1992          |                                                    |
| Institutul Național de Educație Fizică și Sport                           | 1991          |                                                    |
| Universitatea Slavonă                                                     | 1997          | Arhivat în 7 iunie 2008, la Wayback Machine.       |
| Institutul Umanistic Contemporan                                          | 1997          |                                                    |
| Universitatea Tehnică a Moldovei                                          | 1964          |                                                    |
| Universitatea de Stat din Tiraspol                                        | 1930          |                                                    |
| Universitatea „Școala Antropologică Superioară”                           | 1998          | Arhivat în 8 decembrie 2011, la Wayback Machine.   |
| Universitatea de Științe Aplicative din Moldova                           | 1992          |                                                    |